# Lega Nazionale A 1958-1959 (hockey su ghiaccio)
La stagione 1958-1959 del campionato svizzero di hockey su ghiaccio ha visto campione lo SC Bern.

## Classifica Finale
|   | Classifica      | G  | V  | N | P  | GF | GS | Dif | Pt |
| - | --------------- | -- | -- | - | -- | -- | -- | --- | -- |
| 1 | Berna           | 14 | 11 | 1 | 2  | 92 | 63 | +29 | 23 |
| 2 | Davos           | 14 | 9  | 1 | 4  | 88 | 47 | +41 | 19 |
| 3 | ZSC Lions       | 14 | 8  | 0 | 6  | 79 | 67 | +12 | 16 |
| 4 | Young Sprinters | 14 | 7  | 1 | 6  | 84 | 67 | +14 | 15 |
| 5 | Losanna         | 14 | 5  | 3 | 6  | 74 | 84 | -10 | 13 |
| 6 | Basilea Sharks  | 14 | 4  | 3 | 7  | 69 | 92 | -23 | 11 |
| 7 | Ambrì-Piotta    | 14 | 4  | 1 | 9  | 52 | 78 | -26 | 9  |
| 8 | Arosa           | 14 | 3  | 0 | 11 | 49 | 89 | -40 | 6  |

LEGENDA:

G=Giocate, V=Vinte, N=Pareggiate, P=Perse, GF=Gol Fatti, GS=Gol Subiti, Dif=Differenza Reti, Pt=Punti

## Spareggio (LNA-LNB)
L'EHC Arosa sconfigge l'HC La Chaux-de-Fonds 4-2 e rimane in prima divisione.

## Classifica Marcatori
|    | Nome            | Squadra            | Gol |
| -- | --------------- | ------------------ | --- |
| 1. | Fritz Naef      | Lausanne HC        | 35  |
| 2. | Orville Martini | Young Sprinters HC | 32  |
| 3. | Stu Robertson   | HC Davos           | 29  |